# Chester Burleigh Watts
Chester Burleigh Watts (27 de octubre de 1889, 17 de julio de 1971) fue un astrónomo estadounidense.

## Semblanza
Watts nació en Winchester, Indiana. Se educó en el Sistema Universitario de Indiana, donde estudió astronomía. En 1911 se unió al Observatorio Naval de los Estados Unidos, pero regresó a Indiana para completar su graduación en 1914. A continuación, se reincorporó al Observatorio Naval, y comenzó a trabajar en la División del Círculo de Tránsito de 6".
A excepción de un período en la División del Servicio Horario (1915-1919), permanecería en el departamento del círculo meridiano para el resto de su carrera. En 1934 se convirtió en director de la División del Círculo de Tránsito de 6", y dirigiría la división durante los siguientes 25 años. Sus observaciones fueron editadas en los volúmenes de las publicaciones del Observatorio.
Durante la década de 1940 comenzó la laboriosa tarea de cartografiar los accidentes geográficos marginales de la Luna. (es decir, aquellos elementos afectados por el efecto de la libración lunar). Este estudio se basa en aproximadamente 700 fotografías del terminador lunar tomadas entre 1927 y 1956. Los resultados fueron publicados en los Artículos Astronómicos del Ephemeris Americano", volumen 17.
Se retiró en 1959, pero continuó trabajando varios años después. Falleció en 1971, sobreviviéndole su esposa Ada y un hijo, Chester B., junto con (al menos) tres nietos.

## Reconocimientos
- Fue galardonado con un doctorado en ciencias honorario por el Sistema Universitario de Indiana en 1953.
- En 1955 recibió la Medalla James Craig Watson de la Academia Nacional de Ciencias de Estados Unidos por sus contribuciones a la astronomía.
- El cráter lunar Watts conmemora su nombre.[1]
- El asteroide (1798) Watts se denomina así en su honor.[2]